# 수학♥여자학원
수학♥여자학원(数学♥女子学園)은 일본의 닛폰 TV에서 2012년 1월 11일부터 3월 28일까지 매주 수요일 밤 1시에 방송되었던 드라마이다.

## 줄거리
"사립 마치 수학 전문 고등학교"에서 "수학 반장"의 칭호를 목표로 "니나"와 "사유리"등 여고생들이 수학 배틀을 벌이고 있었다. 그런 학교에 절차상의 실수로 수학에는 전혀 관심없는 남학생 "카즈키"가 온다.

## 캐스팅

### 주요 인물
- 마치다 니나(町田 ニーナ) - 다나카 레이나 (솔로)

2학년 A반. 자유 분방한 천진난만한 2학년. 수학에 관해서는 천재적이고 후쿠오카 성장을 위해 하카타 사투리를 말한다. 실종된 언니를 찾고 있다. 
 수학 배틀에 승리했을 때의 결정 대사는 "사인 코사인 명란젓"
- 타치카와 사유리(立川 さゆり) - 미치시게 사유미(솔로)

2학년 A반. 니나를 라이벌하고 있는 클래스 메이트. 자의식 성격. 니나에 대해 수학 배틀을 거는가 패배에서 니나의 동료가 된다.
- 사토 카즈키(佐藤 一樹) - 사쿠라다 도리

2학년 A반. 절차 실수로 수학 전문 고등학교에 전입하게 된다.수학이 대단한 골칫거리. 니나는 하인처럼 취급되고 있다. 첫눈에 반한 쉬운 성격이지만, 사랑은 발전한다.

### 시부야 경비대
- 시부야 마미(渋谷 真実) - 야지마 마이미(솔로)

2학년 A반. 니나와 사유리의 클래스 메이트. 정의감이 강하고, 학교의 안전을 지킬 수 있도록 항상 수갑을 들고있다. 미스터리 소설이나 경찰 물건 책을 좋아하고 독서에 빠져있다.
- 우다가와 린(宇田川 りん) - 이이쿠보 하루나(솔로)

학교의 질서를 지키는 시부야 경비대 대원.
- 진난 루나(神南 瑠菜) - 이시다 아유미 (모닝구무스메서브리더)

학교의 질서를 지키는 시부야 경비대 대원.
- 미야마스 리온(宮益 りおん) - 사토 마사키 (솔로)

학교의 질서를 지키는 시부야 경비대 대원.
- 미야시타 노아(宮下 のあ) - 쿠도 하루카(솔로)

학교의 질서를 지키는 시부야 경비대 대원.

### 먹보걸즈
- 오오쿠보 후유미(大久保 冬美) - 스도우 마아사 (솔로)

먹보걸즈 리더. 푸드 파이트가 있으면 반드시 우승 먹보걸즈. 돌보기가 좋고, 엄마 캐릭터.
- 아카사카 하루(赤坂 春) - 후쿠무라 미즈키 (솔로)

후유미의 앞잡이이다. 먹보걸즈의 일원.
- 나카노 리코(中野 理子) - 이쿠타 에리나 (모닝구무스메리더)

후유미의 앞잡이이다. 먹보걸즈의 일원.
- 오오츠카 메이(大塚 メイ) - 스즈키 카논

후유미의 앞잡이이다. 먹보걸즈의 일원.

### 풍기 위원
- 아오야마 이로하(青山 彩葉) - 킷카와 유우 (솔로)

고지식하고 쿨한 성격. 풍기 위원의 리더.
- 아자부 미라(麻布 未来) - 시미즈 사키 (솔로)

이로하을 시중드는 풍기 위원의 일원.
- 카미야 타카코(神宮 貴子) - 토쿠나가 치나미

이로하을 시중드는 풍기 위원의 일원.

### 엘리트 부대
- 코마바 사토코(駒場 聡子) - 나카지마 사키(솔로)

엘리트 교육을 받고있다.
- 마타 토모코(三田 智子) - 오카이 치사토(솔로)
- 요츠야 유코(四谷 優子) - 하기와라 마이

### 니나파
- 마이하마 하루(舞浜 はる) - 다카기 사유키 (Juice=Juice)

1학년. 니나를 동경하고 있다.
- 핫케이지마 나츠(八景島 なつ) - 요시하시 쿠루미 (하로프로연수생)

1학년. 니나를 동경하고 있다.
- 오다이바 아키(台場 あき) - 다나베 나나미 (하로프로연수생)

1학년. 니나를 동경하고 있다.
- 텐겐지 소라(天現寺 空) - 와다 아야카 (솔로)

1학년. 니나를 동경하고 있다. 항상 메인 스토리와는 관계없는 부분에 스포트 출연.
- 야마시타 우미(山下 海) - 후쿠다 카논 (솔로, 작사가)

1학년. 니나를 동경하고 있다. 항상 메인 스토리와는 관계없는 부분에 스포트 출연.
- 오쿠라 리쿠(大倉 陸) - 타무라 메이미 (솔로)

1학년. 니나를 동경하고 있다. 항상 메인 스토리와는 관계없는 부분에 스포트 출연.

### 데빌 시스터즈
- 스가모 아키나(巣鴨 明奈) - 야스다 케이(솔로)

15년 유급하고 있는 3학년. 데빌 시스터즈의 리더.
- 아사쿠사 세이코(浅草 聖子) - 이이다 카오리(솔로)

15년 유급하고 있는 3학년. 데빌 시스터즈의 부리더.

### 기타
- 나가타 사나(永田 沙奈) - 사야시 리호 (솔로)

매번 수학 배틀시 심판으로 등장. 쿨하고 공정한 자세로 배틀을 심판.
- 토리우미 나기사(鳥海 渚) - 니이가키 리사(솔로)

사립 마치 수학 전문 고등학교에 근무하는 교사. 니나의 고민을 열심히 듣고 실종된 언니 찾기를 응원하고 있다.
- 우에하라 유리(上原 優梨) - 스즈키 아이리(솔로)

2학년 A반. 니나와 사유리의 클래스 메이트. 귀여운척하는 인물. 반해 쉬운 성격이지만 연애보다 수학에 대한 동경이 강하다. 니나에 대해 수학 배틀을 거는가 패배에서 니나의 동료가 된다.
- 하츠다이 미나(初台 みな) - 사호 아카리(업업걸즈(가))

유리의 사랑을 응원하고 있다.
- 하라주쿠 토모코(原宿 ともこ) - 츠구나가 모모코

자신이 가장 귀엽다고 자부하고 있다. 캐릭터가 겹치게되는 사유리에게 대결을 건다.
- 시로카네 레이코(白金 麗子) - 마노 에리나(솔로)

변덕스러운 아가씨.
- 메구로 유우(目黒 ゆう) - 미야모토 카린 (솔로)

레이코를 갈망하고 있다.
- 마치다 키나(町田 キーナ) - 이시카와 리카(솔로)

니나의 언니. 여동생이 훌륭한 수학 두목이 되어 성장시키기 위해, 마지막 싸움을 니나 밖에 찬다.
- 무라키(村木) - 스즈노스케

니나들이 재학 중인 2학년 A반의 담임 교사.
- 이마와카(イマワカ) - 마키타 테츠야

교육 실습생. 진실하게 한 눈 반해 된다.

## 주제곡
- 오프닝: 모닝구무스메。/「ピョコピョコ ウルトラ」
- 엔딩: Buono! /「初恋サイダー」

## 방송일·부제·시청률
| 각 화  | 방송일          | 부제                                                                  | 시청률 |
| ------ | --------------- | --------------------------------------------------------------------- | ------ |
| 제01화 | 2012년 1월 11일 | 팬츠를 본 것이 군요! 배틀이 발발 パンツ見たわね! バトルが勃発         | 1.6%   |
| 제02화 | 2012년 1월 18일 | 도난 사건? 미녀가 널 체포하겠어 盗難事件? 美女が逮捕しちゃうぞ        | 1.7%   |
| 제03화 | 2012년 1월 25일 | 대식 미녀와 교내 레이스 배틀! 大食い美女と校内レースバトル!           | 1.0%   |
| 제04화 | 2012년 2월 1일  | 풍기를 어지럽히는 사람은 퇴학이야! 風紀を乱す者は退学よ!              | 1.3%   |
| 제05화 | 2012년 2월 8일  | 큐트한 고실등에서 좌석을 바꾸는 것 작전 キュートな席替え作戦          | 1.4%   |
| 제06화 | 2012년 2월 15일 | 미녀 배틀 미치시게VS츠구나가! 하로프로 美女バトル道重VS嗣永! ハロプロ | 1.6%   |
| 제07화 | 2012년 2월 22일 | 다나카·미치시게 스마이레지 田中·道重スマイレージ                      | 1.5%   |
| 제08화 | 2012년 2월 29일 | 큐트의 미녀 군단이 수학 배틀 キュートの美女軍団が数学バトル           | 1.4%   |
| 제09화 | 2012년 3월 7일  | 일목가 뜻밖의 전개 一目ぼれが意外な展開                               | 1.7%   |
| 제10화 | 2012년 3월 14일 | 전학생은 아가씨!? 転校生はお嬢様!?                                    | 2.7%   |
| 제11화 | 2012년 3월 21일 | 최강의 적이 나타났어? 最強の敵が現れた?                               | 1.8%   |
| 제12화 | 2012년 3월 28일 | 결전! 決戦!                                                           | 2.1%   |